# Shelby (nome)
Shelby  è un nome proprio di persona inglese maschile e femminile.

## Origine e diffusione
Riprende il cognome inglese Shelby, di origine incerta, forse nato come variante di Selby; quest'ultimo riprende a sua volta il nome di un villaggio di origine norrena, avente il significato di "fattoria di salici".
Inizialmente era utilizzato solo come nome maschile, con scarsa diffusione; il suo uso al femminile cominciò grazie al successo del film del 1935 The Woman in Red, la cui protagonista, interpretata da Barbara Stanwyck, si chiama Shelby Barret, e aumentò nel 1989, quando Julia Roberts interpretò un altro personaggio con questo nome nel film Fiori d'acciaio.

## Onomastico
Il nome è adespota, ossia privo di santo patrono. Le persone che lo portano possono festeggiare il proprio onomastico il 1º novembre, giorno dedicato alla festa di Ognissanti.

## Persone

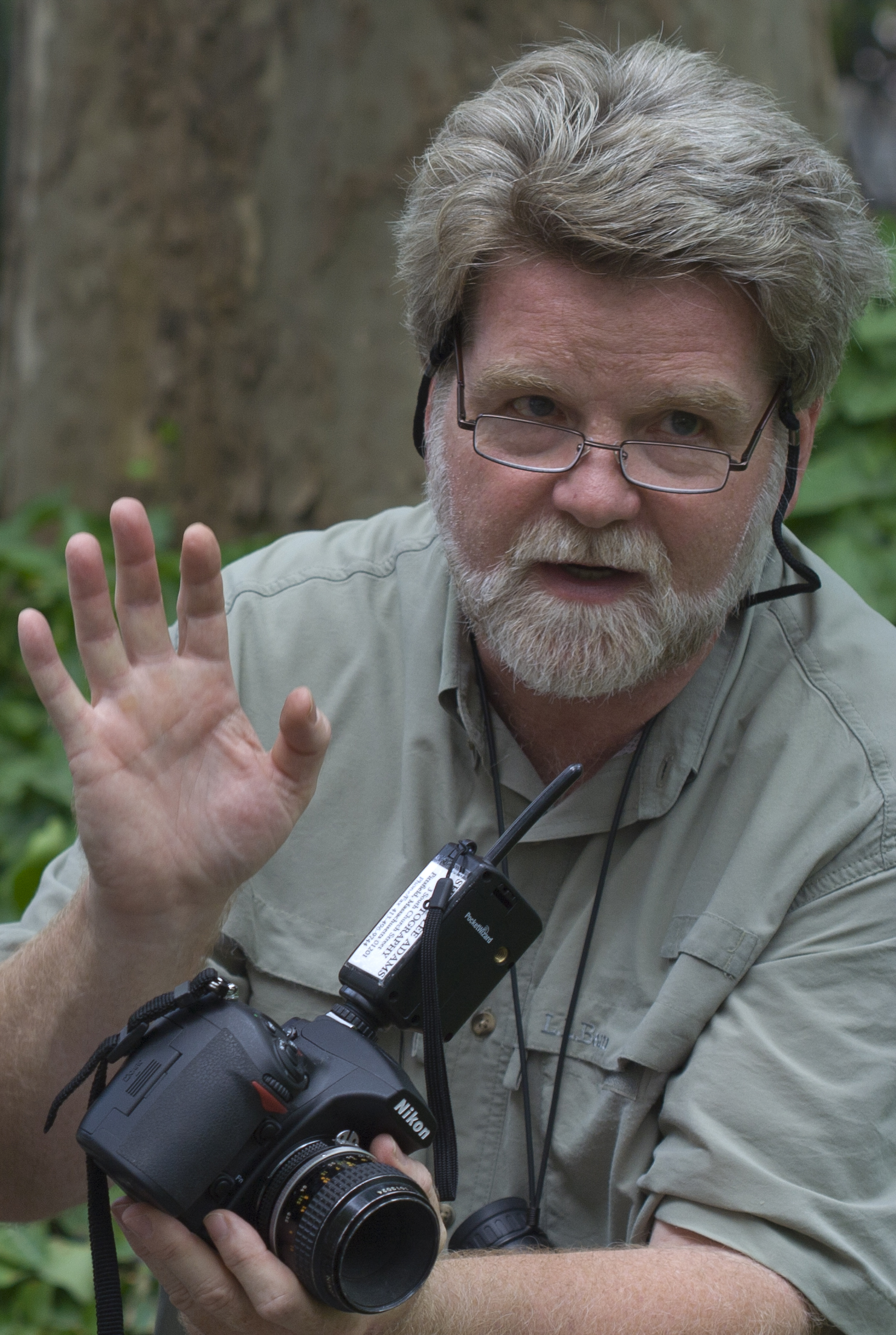
Shelby Lee Adams

### Maschile
- Shelby Cannon, tennista statunitense
- Shelby Lee Adams, fotografo statunitense

### Femminile
- Shelby Lynne, cantante statunitense
- Shelby Rogers, tennista statunitense
- Shelby Young, attrice statunitense

## Il nome nelle arti
- Shelby è un personaggio dei romanzi della serie I lupi di Mercy Falls, scritti da Maggie Stiefvater.
- Shelby Woo è un personaggio della serie televisiva Shelby Woo, indagini al computer.
- Shelby Thomas è il protagonista della rinomata serie tv inglese Peaky Blinders